# Australoechemus oecobiophilus
Australoechemus oecobiophilus är en spindelart som beskrevs av Schmidt och Piepho 1994. Australoechemus oecobiophilus ingår i släktet Australoechemus och familjen plattbuksspindlar. Inga underarter finns listade.